# Padasuka (Cikajang)
Padasuka is een bestuurslaag in het regentschap Garut van de provincie West-Java, Indonesië. Padasuka telt 6298 inwoners (volkstelling 2010).